# Implizites Wissen
Implizites Wissen oder stilles Wissen (vom englischen tacit knowledge) bedeutet – vereinfacht ausgedrückt – „können, ohne sagen zu können, wie“. Jemand „weiß, wie es geht“, aber sein Wissen steckt implizit in seinem Können, ihm fehlen die Worte, um dieses Können zu beschreiben oder es anderen verbal zu vermitteln.
Ein Beispiel für implizites Wissen ist die Fähigkeit, auf dem Fahrrad das Gleichgewicht zu halten. Wer das vermag, kennt – aber eben nur implizit – eine komplexe physikalische Regel, die Neigungswinkel, aktuelle Geschwindigkeit, Kreiselgesetze und Lenkeinschlag berücksichtigt.  Implizites Wissen wird im SECI-Modell dem Expliziten Wissen gegenübergestellt und wird oft durch implizites Lernen erworben. Unter Embodied Knowledge werden weitreichendere Formen und Inhalte impliziten Wissens beschrieben.
Innerhalb der Soziologie ist der Begriff des impliziten Wissens zentral für die Praxeologie, die das Soziale als maßgeblich durch körperliche Praktiken – und damit auch stark durch implizites (Körper-)Wissen – gestaltet ansieht.

## Definition
Schon im alltäglichen Gebrauch des Wissensbegriffs wird unterschieden zwischen explizitem und implizitem Wissen. Dass jemand weiß, wie man die Blätter des Bärlauchs von den ähnlichen Blättern des Maiglöckchens unterscheidet, kann einerseits bedeuten, dass er zwar exakt formulieren und „sagen“ kann, worin die markanten Unterschiede liegen (ohne die Blätter notwendigerweise selbst dann auch praktisch unterscheiden zu können). Sein Wissen ist dann explizit. Zu wissen, wie man unterscheidet, kann aber auch bedeuten, dass man das eine vom anderen sicher unterscheiden kann, ohne die Unterscheidungsmerkmale aufzählen zu können. Dann „steckt“ das fragliche Wissen gleichsam im praktischen Können, es ist implizit.
Implizites Wissen bezieht sich auf das Können seines Trägers und dessen Handlungen, ohne dass man hierfür Erklärungen haben müsste. Implizites Wissen ist das „Wissen“, das also seinem Träger nicht bewusst ist und nicht oder nur schwierig in sprachlicher Form weitergegeben werden kann. Implizites Wissen entzieht sich dem formalen sprachlichen Ausdruck. Diese Form von Wissen basiert auf Erfahrungen, Erinnerungen und Überzeugungen und wird darüber hinaus noch durch persönliche Wertsysteme geprägt. Wird implizites Wissen in explizites Wissen transformiert, beschreibt man im Sinne der Wissensmodellierung den Prozess der Externalisierung. Implizites Wissen scheint grundsätzlich handlungsgebunden zu sein, so dass es auch nur im Handeln des Experten, seines Trägers deutlich bzw. sichtbar werden kann.
Eine präzisere Definition muss einerseits darauf Bezug nehmen, dass die gekonnt ausgeübte Praxis die eines Einzelmenschen, aber auch die einer ganzen Gruppe oder Organisation sein kann, und andererseits darauf, dass Wissen nur für den Könner oder aber auch für den Beobachter implizit sein kann. Implizites Wissen ist dann definiert als in gelingender individueller oder organisationaler Praxis zur Schau gestelltes, durch die Akteure und unter Umständen auch durch den analysierenden Beobachter jedoch nicht oder nicht vollständig oder angemessen explizierbares (verbalisierbares, objektivierbares, formalisierbares, technisierbares) Wissen.

## Ursprung
Der Begriff des impliziten Wissens geht auf den Naturwissenschaftler und Philosophen Michael Polanyi zurück. Polanyi verwendete den Ausdruck „tacit knowledge“ zum ersten Mal systematisch in seiner Publikation Personal Knowledge. Eine breitere Rezeption fand der Begriff jedoch vor allem durch die Ausführungen zum „tacit knowing“ in seinem Werk The Tacit Dimension. Im Gegenzug zur deutschen Übersetzung („implizites Wissen“) wird dadurch mehr der Prozesscharakter des Wissens betont. In der Sekundärliteratur ist damit häufig eine Auslegung des Begriffes als „Könnerschaft“ verbunden, wo sich der Blick  auf Wahrnehmungs-, Entscheidungs- und Handlungsdispositionen und die ihnen entsprechenden Formen der mehr oder weniger intuitiven Performanzregulation (knowing) richtet. Erst von dort her wird im „tacit knowing view“ auf die Beziehung zwischen explizitem Wissen (knowledge) und diesem Können zurückgefragt. Die Hypothese lautet, dass das theoretische Wissen das empraktische Können niemals vollständig einholen kann. „Wir wissen mehr, als wir zu sagen vermögen“, meinte Michael Polanyi. Implizites Wissen wird als eine Art lebenspraktische Fertigkeit begriffen, die erfolgreiches Handeln ermöglicht. Der Handelnde versteht sie in wesentlichen Teilen selber nicht. Sie sei eine Art 'verkörperlichte Eigenschaft',  bzw. 'motorische Fähigkeit'.

## Bedeutungsschattierungen
Bei näherer Betrachtung lassen sich vier Bedeutungen des Konzeptes „implizites Wissen“ unterscheiden, die im Folgenden kurz durch Beispiele illustriert werden sollen:
in actu implizit (intuitiv)
Eine Person handelt kompetent, ruft sich während des Handelns aber keine Handlungsregeln in Erinnerung, sondern agiert „automatisch“, „spontan“ oder „intuitiv“. Beispiel: Gedankenverloren bindet Hans Müller frühmorgens seine Krawatte, ohne sich daran erinnern zu müssen, wie das genau geht.
nicht verbalisierbar
Eine Person handelt kompetent, ruft sich während des Handelns aber keine Handlungsregeln in Erinnerung, sondern agiert „automatisch“, „spontan“ oder „intuitiv“. Auch im Nachhinein kann sie auf Anfrage keine solchen Regeln benennen. Beispiel: Während Hans Müller seinem Sohn beim Frühstück durch einiges Nachdenken die Regeln des Krawattenbindens erläutern kann, scheitert er an folgender Frage seines Sohnes: „Papa, warum sagt man eigentlich laufen/gelaufen, aber nicht studieren/gestudiert?“ Obwohl Herr Müller das zweite Partizip Perfekt ständig richtig bildet, kann er die Regel, die er implizit kennt, nicht verbalisieren.
nicht formalisierbar
Eine Person handelt kompetent, ruft sich während des Handelns aber keine Handlungsregeln in Erinnerung, sondern agiert „automatisch“, „spontan“ oder „intuitiv“. Auch im Nachhinein kann sie auf Anfrage keine solchen Regeln benennen. Das gilt aber nicht nur für den Handelnden, sondern auch für Beobachter, die versuchen, das fragliche Können über Regeln zu beschreiben. Beispiel: Müllers Kompetenz, das zweite Partizip Perfekt anzuwenden, ist zwar für ihn selbst nicht verbalisierbar. Aber ein Germanist kann die Regel nennen. Anders ist dies für eine andere Fähigkeit von Hans Müller. Er ist ungemein humorvoll und erfindet ständig neue Witze. Bis heute ist es nicht gelungen, Maschinen zu bauen, die ähnlich gute Witze erfinden können – weil niemand formalisieren kann, worin die Witzerfindungskompetenz genau besteht.
erfahrungsgebunden
Damit ist ein Wissen gemeint, das sprachlich nicht oder kaum weitergegeben werden kann. In solchen Fällen muss der Betreffende durch eigene Erfahrung oder am Modell lernen, das ihm vorzeigt, was nicht vorgesagt werden kann. Beispiel: Wer guten Nudelteig machen möchte, kann Rezeptbücher lesen. Aber in diesen Büchern steht offenbar nicht alles, was gute Teigköche wissen, weil dies nicht vollständig verbalisierbar ist oder verwendete Eier unterschiedliche Größen haben können. Das Gefühl für die richtige „Nässe“ des Teigs beispielsweise erwirbt man nur durch Erfahrung.

## Messung
Empirisch wird implizites Wissen (in der Bedeutung 3) in der Regel als Differenzgröße zwischen Können und explizitem Wissen aufgefasst und auch entsprechend gemessen. Es wird einerseits erfasst, was eine Person kann, und andererseits gemessen, was sie berichtbar weiß; gleichsam als Differenz ergibt sich dann, was (nur) implizit „gewusst“ wird. Das artikulierte Wissen muss freilich noch daraufhin geprüft werden, ob es auch tatsächlich handlungssteuernd wirkt oder aber nur in der Befragungssituation geäußert wird. Letzteres ist beispielsweise bei nachträglichen Rationalisierungen von Handlungen der Fall, die tatsächlich intuitiv ausgeführt worden waren.

## Rezeption und Bedeutung
Der Begriff des impliziten Wissens hat in den letzten Jahren eine beträchtliche Verbreitung erfahren. Allgemein wächst das Interesse am Intuitiven. So stellt etwa Gerd Gigerenzer Beispiele von implizitem Wissen dar. In erstaunlich vielen Situationen erweisen sich intuitive Entscheidungen (oft mit Hilfe von unbewussten Faustregeln) erfolgreicher als systematische Abwägungsprozesse. Im Wissensmanagement wurde das Konzept des impliziten Wissens, allerdings in einer sehr trivialisierenden Form, besonders im SECI-Modell nach Nonaka/Takeuchi rezipiert. Besondere Aufmerksamkeit findet das Konzept außerdem in der Lehrerbildungsdiskussion, wo seit jeher das Theorie-Praxis-Problem intensiv erörtert wird. Implizites, (noch) nicht in Begriffe verwandeltes und nur „gefühltes“ Wissen stellt, so wird angenommen, auch für Künstler häufig eine Quelle zur Produktion ihrer Werke dar. An der Zeppelin Universität in Friedrichshafen wird versucht, diese und andere Eigenschaften impliziten Wissens im Labor für implizites und künstlerisches Wissen wissenschaftlich nutzbar zu machen.
Die Möglichkeiten und Grenzen der Explikation impliziten Wissens sind insbesondere dort von Bedeutung, wo Wissen von der Person abgelöst werden soll, um zum Beispiel menschliches Können technisch nachzubilden. Mit recht unterschiedlichem Erfolg wird versucht, implizites Wissen über Methoden des Knowledge Engineering über eine Prozesskette (Externalisierung, Strukturierung, Formalisierung und Kodierung) in explizites Wissen umzuwandeln.
Es gibt zahlreiche empirische Untersuchungen zur Rolle des impliziten Wissens in verschiedenen beruflichen Tätigkeitsfeldern sowie in künstlerischen Schaffensprozessen.